# Псари (Островський повіт)
Псари (пол. Psary) — село в Польщі, у гміні Серошевиці Островського повіту Великопольського воєводства.
Населення — 846 осіб (2011).

## Демографія
Демографічна структура станом на 31 березня 2011 року:
|          | Загалом | Допрацездатний вік | Працездатний вік | Постпрацездатний вік |
| -------- | ------- | ------------------ | ---------------- | -------------------- |
| Чоловіки | 436     | 66                 | 333              | 37                   |
| Жінки    | 410     | 51                 | 261              | 98                   |
| Разом    | 846     | 117                | 594              | 135                  |